# Peuple
Peuple is een historisch merk van motorfietsen
Franse fabriek die in elk geval na de Eerste Wereldoorlog actief was en zijspannen fabriceerde. De naam kwam van Petits Engins Utilitaires, Practiques, Légers et Économiques (kleine praktische, lichte en zuinige gebruiksmachines). Deze naam duidt ook op de productie van motorfietsen. 